# Langerringen
Langerringen – miejscowość i gmina w Niemczech, w kraju związkowym Bawaria, w rejencji Szwabia, w regionie Augsburg, w powiecie Augsburg, siedziba wspólnoty administracyjnej Langerringen. Leży około 27 km na południe od Augsburga, nad rzeką Singold, przy linii kolejowej Lindau (Bodensee) - Augsburg.

## Dzielnice
W skład gminy wchodzą następujące dzielnice:
- Langerringen
- Westerringen
- Gennach
- Schwabmühlhausen

## Polityka
Wójtem gminy od 2002 jest Konrad Dobler z CSU, rada gminy składa się z 16 osób.
|      | CSU/UW | SPD/FB | SPD | FW | Dorfliste Gennach | Dorfliste Schwabmühlhausen | Dorfliste/FDP | Razem |
| 2008 | 8      | -      | 2   | 4  | -                 | 2                          | -             | 16    |
| 2002 | 8      | 2      | -   | 3  | 1                 | 1                          | 1             | 16    |